# Eudendrium tottoni
Eudendrium tottoni är en nässeldjursart som beskrevs av Eberhard Stechow 1932 . Eudendrium tottoni ingår i släktet Eudendrium och familjen Eudendriidae. Inga underarter finns listade i Catalogue of Life.